# Tobramicină
Tobramicina este un antibiotic din clasa aminoglicozidelor, derivat de kanamicină, fiind utilizat în tratamentul unor infecții bacteriene (în special cu bacterii Gram-negative). Căile de administrare disponibile sunt intravenoasă, intramusculară, inhalatorie și oftalmică.
Molecula a fost patentată în anul 1965 și a fost aprobată pentru uz medical în anul 1974.

## Reacții adverse
Ototoxicitate și nefrotoxicitate. Poate induce inclusiv pierderea auzului și pierderea echilibrului.